# Вулька-Пясечна (Мазовецьке воєводство)
Вулька-Пясечна (пол. Wólka Piaseczna) — село в Польщі, у гміні Длуґосьодло Вишковського повіту Мазовецького воєводства.
Населення — 86 осіб (2011).
У 1975-1998 роках село належало до Остроленцького воєводства.

## Демографія
Демографічна структура станом на 31 березня 2011 року:
|          | Загалом | Допрацездатний вік | Працездатний вік | Постпрацездатний вік |
| -------- | ------- | ------------------ | ---------------- | -------------------- |
| Чоловіки | 40      | 8                  | 28               | 4                    |
| Жінки    | 46      | 14                 | 19               | 13                   |
| Разом    | 86      | 22                 | 47               | 17                   |